# Regno di Juan Carlos di Spagna

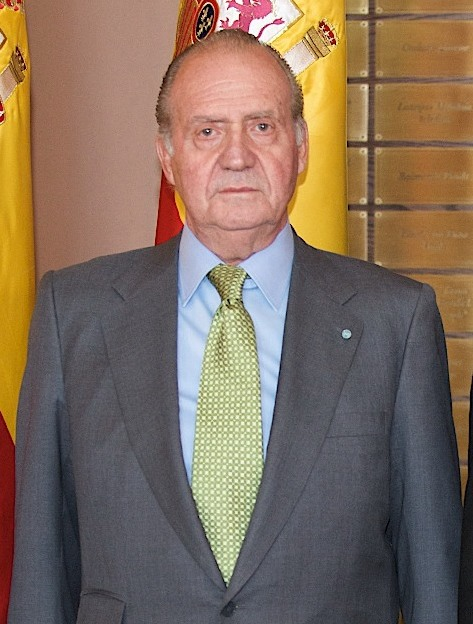
Juan Carlos nel maggio del 2009

La Spagna durante il regno di Juan Carlos vide il consolidamento delle sue istituzioni democratiche in una cornice di una monarchia costituzionale. Nel periodo che va dagli anni ottanta, dopo la Transizione democratica, la Spagna viene governata da Felipe Gonzalez, José Maria Aznar, José Luis Zapatero e Mariano Rajoy. Si conclude nel 2014 con l'abdicazione del re in favore del figlio.

## Transizione democratica
Subito dopo la morte di Francisco Franco, Juan Carlos di Borbone divenne capo dello stato della Spagna (22 novembre 1975). Il primo governo di re Juan Carlos fu di Carlos Arias Navarro, in segno di continuità con il franchismo. Sotto questo governo vennero emanate, seppur in maniera molto timida, le prime libertà di manifestazione e di associazione. Tuttavia la libertà di manifestazione, ancora agli inizi del 1976, continuava ad essere repressa, anche con il sangue, dalla Guardia Civil.
Nel giugno del 1976 venne approvata la Legge sul diritto di associazione dei partiti politici. Agli inizi di luglio, il re, durante un viaggio negli Stati Uniti, si dichiarò favorevole all'instaurazione di un regime democratico in Spagna. In quei giorni Arias Navarro fu costretto alle dimissioni perché accusato di non essere in grado di mantenere l'ordine pubblico. Nuovo presidente del governo fu Adolfo Suárez González. tra il 1976 e il 1977, sotto il governo di Suarez, nonostante le forti resistenze di alcuni settori dell'esercito, vennero promosse la Legge di Riforma politica, approvata con un referendum, la legalizzazione di quasi tutti i partiti politici e la concessione di un'amnistia. Alle elezioni generali del 15 giugno 1977 videro l'affermazione di quattro partiti politici, i primi tre di ideologia riformista o progressista: l'UCD (Unión de Centro Democrático) di centro, PSOE (Partido Socialista Obrero Español) di centrosinistra, PCE (Partido Comunista de España) di sinistra, ed il partito conservatore dell'AP (Alianza Popular). Inoltre a livello locale prevalsero i partiti nazionalisti, soprattutto in Catalogna con il blocco del PDC e nel paese Basco con il PNV.
Il primo governo eletto democraticamente fu a guida dell'UCD. Nel 1978 venne redatta la nuova costituzione e approvata con un referendum nel dicembre dello stesso anno. Nel frattempo vennero creati i primi governi autonomi in Catalogna e nei Paesi Baschi.

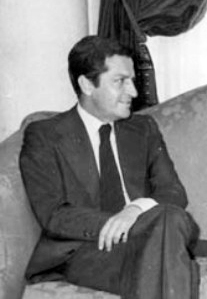
Adolfo Suarez nel 1979

Il 1º marzo 1979 si tennero nuovamente le elezioni generali, le prime dopo l'approvazione della Costituzione, che diedero all'UCD la maggioranza relativa con il 34,8% dei voti. Primo partito di opposizione fu il PSOE che ottenne il 30% dei voti, mentre il PCE giunse terzo con il 10%. Altre formazioni, come Coalición Democrática e partiti regionali raccolsero percentuali ad una cifra. Nel 1979 entrarono in vigore gli statuti in Catalogna e nei Paesi Baschi e tra il 1981 ed il 1983 anche in tutte le altre comunità. Nel 1979-1980 furono emanate le leggi sul lavoro, con la nascita dello statuto dei lavoratori, e le leggi sul divorzio. Nel gennaio del 1981 Suarez si mise dalla carica di premier. In febbraio l'UCD propose come capo del governo Leopoldo Calvo Sotelo, ma non riuscì a formare un governo. Il 23 febbraio 1981, duecento militari della Guardia Civil, sotto il comando del tenente colonnello Antonio Tejero, occuparono il Congresso dei deputati. In quel momento prese forma un governo provvisorio. A Valencia, Jaime Milans del Bosch, capitano generale della Terza Legione Militare, decretò il coprifuoco ed occupò militarmente la città. Tuttavia, re Juan Carlos non appoggiò il golpe e circa all'una della notte inviò un messaggio al popolo spagnolo in cui difendeva la Costituzione e richiamava le forze armate. Milans del Bosch fu costretto a ritirarsi. Il golpe durò poche ore e il giorno successivo Calvo-Sotelo riuscì formare il nuovo governo. Il governo di Calvo-Sotelo durò solamente per poco più di un anno durante il quale la Spagna divenne membro della NATO.

## I governi di Felipe Gonzalez
Il 28 ottobre 1982 si tennero le elezioni generali. Con oltre il 48% delle preferenze, il PSOE di Felipe González ottenne una vittoria travolgente, riuscendo ad ottenere la maggioranza assoluta al congresso dei Deputati. L'UCD e il PCE si trovarono fortemente ridimensionati poiché ottennero rispettivamente il 6% e il 4% delle preferenze. D'altro canto, come forza di opposizione al PSOE, che con il 26% dei si rivelò Alianza Popular-Partido Demócrata Popular che andò ad occupare lo spazio politico-elettorale dell'UCD. Il 1 dicembre 1982 Gonzalez ottenne l'investitura con i voti del PSOE, del PCE, del CDS (Centro Democrático y Social) e di Euskadiko Ezkerra.
Il nuovo governo socialista dovette affrontare una serie di riforme in campo economico e sociale. In campo economico venne approvato, alla fine del 1983, il decreto-legge sulla riconversione industriale, venne sottoscritto il Piano Energetico Nazionale e, dal gennaio 1986, entrò in vigore l'IVA. In campo sociale il governo approvò, già dal dicembre 1982, la regolamentazione dell'orario settimanale a quaranta ore.Agli inizi del 1983 venne depenalizzato l'aborto. Nel corso del 1984 il Congresso approvò la legge sulle libertà sindacali e dell'obiezione di coscienza. Vennero anche approvate leggi organiche sulla scuola e la sanità. In politica estera Gonzalez fece indire un referendum sulla permanenza della Spagna nella NATO. Il referendum si celebrò nel 1986; i "si" furono il 52% dei votanti, mentre i "no" il 38%. Il 12 giugno la Spagna firmò il trattato di adesione alla Comunità Economica Europea di cui divenne membro effettivo, assieme al Portogallo, dal 1º gennaio 1986.
Ci fu una riconversione industriale, favorita da molti fattori, tra cui si distingue una crisi economica che si aggravò nel corso delle ultime legislature, un enorme indebitamento dello Stato causato da una spesa pubblica incontrollata e da due scioperi generali dei due principali sindacati, l'Unione Generale dei Lavoratori e le Commissioni Operaie. Appariranno anche i cosiddetti Gruppi Antiterrorositi della Liberazione, i GAL, organizzazioni illegali dedicate alla lotta contro il terrorismo ed eredi del terrorismo di Stato tardo-franchista. Vennero poi alla luce, tra cariche pubbliche iscritte al PSOE, diversi casi di corruzione, che contribuirono ad accentuare il degrado dell'immagine pubblica del partito. Tra tutti questi vanno ricordati i cosiddetti Caso Filesa e Caso Roldán.

### Ingresso nella CEE
Una volta assicurata la democrazia, i principali paesi europei accettarono l'integrazione nella CEE, dopo vent'anni dalla prima petizione. Le negoziazioni furono rapide ed ottennero che la Spagna diventasse membro di pieno diritto nella CEE, attualmente denominata Unione europea, dal 1º gennaio 1986.
Da quel momento, questo spazio economico comune permette il libero transito di persone, merci, capitali e servizi tra i paesi membri. La struttura politica, con parlamento, Commissione e Tribunale Europeo, vuole ottenere, nel lungo periodo, la costruzione di un'unione politica alla stregua degli Stati Uniti Nordamericani.
Nel 1992 la CEE firmò il Trattato di Maastricht, che trasformava la Comunità in Unione europea e stabiliva una futura moneta unica, l'euro.

### NATO
Poco prima della fine del governo dell'UCD, Calvo Sotelo ottenne che il Parlamento autorizzasse l'ingresso della Spagna nell'Organizzazione del Trattato dell'Atlantico del Nord (NATO). Il 10 dicembre 1981 a Bruxelles veniva firmato il protocollo di adesione, anche se, secondo alcuni sondaggi, il 43% degli spagnoli erano contrari. Il PSOE, dopo aver vinto le elezioni, fermò l'ingresso e promise un referendum per far uscire la Spagna dall'alleanza militare. Nonostante questo, col passare degli anni mutò la sua posizione, rendendosi conto che l'appartenenza all'alleanza era un requisito per la piena integrazione in Occidente. Nel marzo 1986 si tenne il referendum con un risultato favorevole all'adesione.

### Educazione
L'applicazione del diritto costituzionale all'educazione guidò il compito del governo. Nell'istruzione universitaria, la Legge per la Riforma Universitaria del 1983 concesse autonomia di gestione alle università, facilitò la creazione di atenei privati ed accrebbe il numero di matricole, grazie all'immatricolazione quasi gratuita e ad un'ampia politica di borse di studio.
Nell'istruzione primaria e secondaria, venne garantita la scolarizzazione obbligatoria per tutta la popolazione di età inferiore ai 14 anni a partire dal 1985 ed ai 16 anni dopo l'entrata in vigore della LOGSE nel 1990. Il governo creò un sistema d'istruzione in tre percorsi: educazione pubblica, educazione privata e scuole concertate, la cui gestione ricade sotto un'impresa o organizzazione privata ma il costo degli studenti viene sostenuto dallo Stato, in modo da offrire così il maggior tasso di scolarizzazione possibile.

### Economia
La crisi economica, iniziata in parte a causa di fattori interni ed esterni, come la crisi energetica del 1973, riacutizzatasi nel 1979, aveva creato una situazione di recessione industriale, con fabbriche o macchinari obsoleti e settori industriali deficitarii. Per il lavoratore comportava la disoccupazione, fino al 20% nel 1985, e l'aumento continuo dei prezzi, fino al 25% annuo di inflazione.
La riconversione industriale venne applicata all'industria navale, alla siderurgia ed all'industria tessile, settori tecnologicamente danneggiati, geograficamente mal ubicati e non competitivi rispetto ai prodotti europei ed asiatici. In un primo momento, l'accordo incrementò la chiusura di fabbriche ed il licenziamento dei lavoratori, aumentando il malcontento sociale contro un governo socialista che si comportava, almeno inizialmente, contro gli interessi della classe operaia.
La riforma fiscale perseguì l'economia sommersa ed il denaro nero, creò l'Imposta sul valore aggiunto (IVA) comune al resto dei paesi europei ed aumentò la pressione fiscale sulle rendite da lavoro e da capitale, con il fine di ottenere più risorse e sanare lo Stato.
Per controllare l'inflazione, il governo ridusse la circolazione di capitale, con alti tipi d'interesse bancario e moderò la crescita sociale.
Questo malconento sfociò, il 14 dicembre 1988, e contro il governo del PSOE, in uno sciopero generale, al quale partecipò la stragrande maggioranza dei lavoratori, indetto dai due principali sindacati, UGT e CCOO.

### Infrastrutture
La necessità di ammodernamento delle infrastrutture obsolete costrinse il governo a una spesa pubblica smisurata. Dal 1985, la rete stradale migliorò con il raddoppio della lunghezza delle strade, più di 7.000 km. La ferrovia si sviluppò con servizi più moderni ed efficienti e con la scommessa della linea di Alta Velocità Spagnola (AVE) tra Siviglia e Madrid, con progetti per estenderla in futuro a Barcellona, Valencia, Alicante e Murcia.
Nelle elezioni generali del 1986 diedero nuovamente la maggioranza dei seggi al PSOE, come pure in quelle del 1989 e del 1993. Alla fine degli anni Ottanta il panorama politico, sia a destra sia a sinistra del PSOE, mutò, poiché il PCE si unì ad altre formazioni minori progressiste dando avvio a Izquierda Unida, l'UCD venne liquidato e la Coalición Popular, diventata ormai la vera forza di opposizione al PSOE, si trasformò nel Partito Popular.
Agli inizi degli anni novanta, per una serie di accuse di corruzione, la popolarità di Gonzalez e del PSOE fu in forte calo presso l'elettorato spagnolo.

## I governi di José Maria Aznar
José María Aznar divenne presidente del Partido Popular nel 1990. Aznar venne candidato premier nel 1993. In quelle elezioni il PP ottenne il 34% dei voti, contro il 38% del PSOE.
Il 3 marzo 1996 si tennero le elezioni generali in cui il PP ottenne la maggioranza relativa al congresso dei deputati. Agli inizi di maggio Aznar entrò in carica. Il PSOE, in piena crisi, nel 1997 nominò un nuovo segretario: Joaquín Almunia.
Nel 1996 riuscì a beneficiare di gran parte dei fondi strutturali con i quali l'Unione europea finanziava le aree più povere della comunità. Nel periodo in cui Azanr era al governo la Spagna vide un forte incremento del suo prodotto interno lordo. Nel 1997 iniziava la privatizzazione di alcune imprese pubbliche, tra cui Telefónica, Endesa, Repsol e altre. In questo periodo la pressione fiscale aumentò
Intanto il terrorismo basco continuava a mietere vittime: nel 1997 venne assassinato Miguel Ángel Blanco. Nel settembre 1998 l'ETA annunciò la tregua, però ritirata dolo pochi mesi dopo.
Nel 1999 la Spagna, assieme agli altri paesi della NATO, partecipò al bombardamento della ex-Jugoslavia di Milosevic.
Le elezioni generali del 12 marzo 2000 videro un trionfo per il PP, che prese il 44% dei voti e la leadership di Aznar fu rafforzata. D'altro canto il PSOE, con candidato Almunia alla presidenza, fu ridimensionato poiché ottenne solamente il 34% dei voti. Il 26 aprile 2000 Aznar ricevette la seconda investitura.
Il secondo governo di Aznar fu caratterizzato, specialmente dopo gli attentati terroristici del undici settembre, a seguire una politica estera decisamente filoamericana. Nel 2002-2003 la Spagna appoggiò gli Stati Uniti nell'invasione in Afghanistan e in Iraq. Nella primavera del 2003 anche in Spagna si susseguirono diverse manifestazioni contro l'invasione all'Iraq.

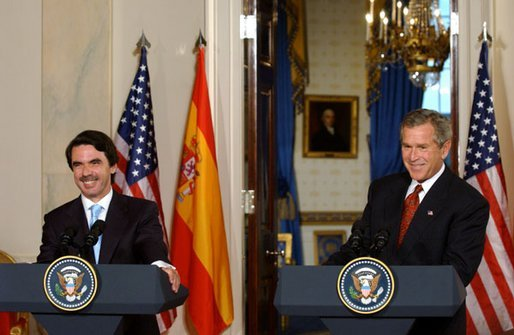
Bush ed Aznar nel 2003

In politica interna si intensificò la lotta al terrorismo basco, tanto che già dal 2000, in accordo anche con il PSOE, il governo Aznar arrivò a mettere fuorilegge il Partito Batasuna, braccio politico dell'ETA. Nel 2003 ripresero gli attentati dell'ETA.
La mattina dell'11 marzo 2004, soltanto tre giorni prima delle elezioni generali in cui apparentemente il PP, con il candidato Mariano Rajoy sembrava in vantaggio su José Luis Zapatero, candidato del PSOE, in quattro treni locali nelle vicinanze di Madrid vennero fatti esplodere dieci zaini contenenti esplosivo Goma-2 ECO. Le esplosioni deflagarono proprio nell'orario di punta, tra le 7.36 e le 7.40, nelle stazioni di Atocha, El Pozo del Tío Raimundo, Santa Eugenia e in Via Tellez.  Le vittime totali dell'attentato furono 191. Il governo di Aznar additò pubblicamente l'ETA come colpevole della tragedia. Tuttavia le prime indagini contraddicevano le tesi governative e la responsabilità doveva ricercarsi nel terrorismo di matrice islamica. La stampa spagnola e estera criticò il governo Aznar perché aveva fortemente insistito sulla pista basca (lo stesso governo era impegnato nella lotta contro il terrorismo basco).

## I governi di José Luis Zapatero

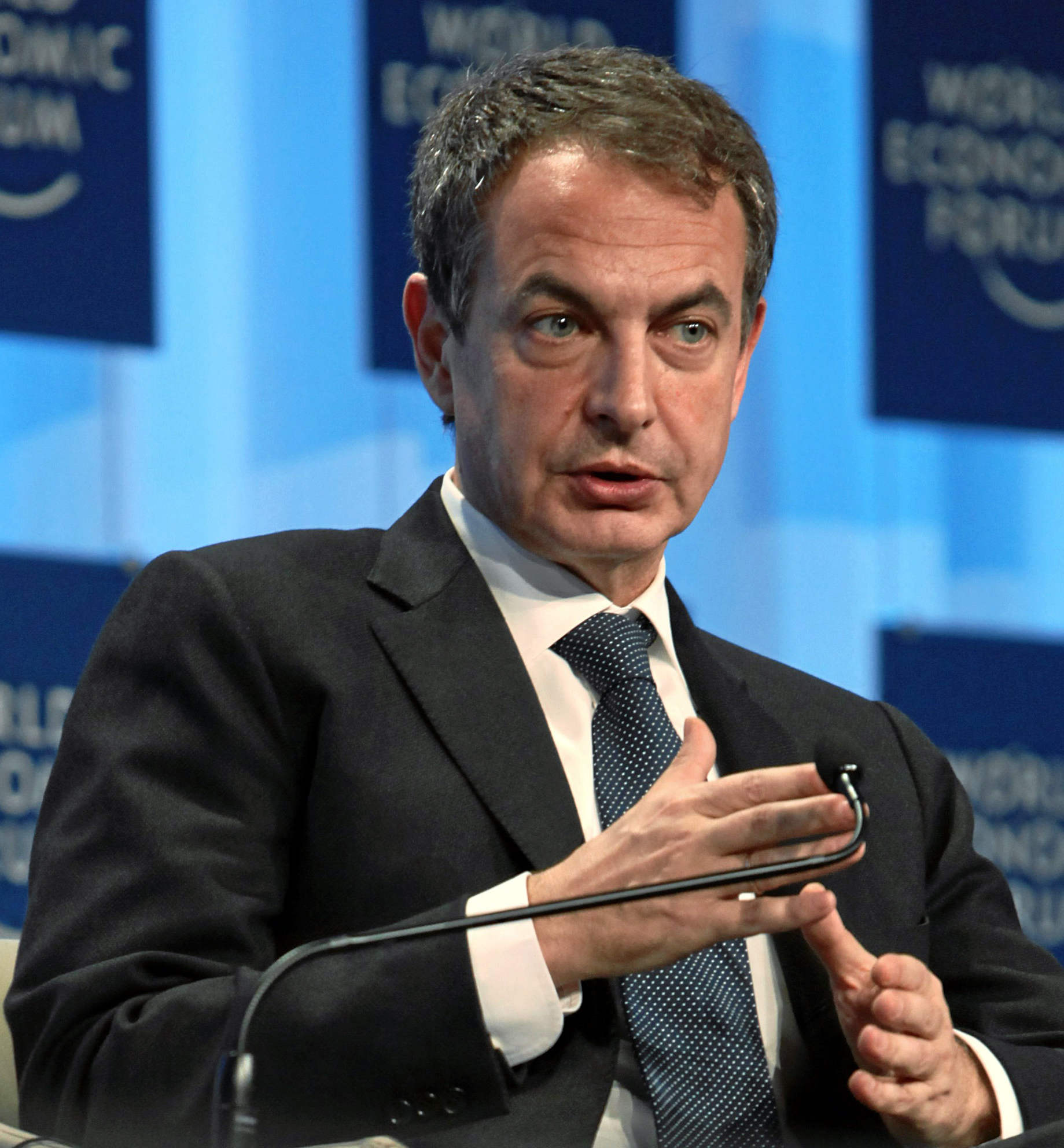
Zapatero al forum economico mondiale.

Poco dopo la sconfitta elettorale di Joaquín Almunia del 2000, José Luis Zapatero, un docente universitario di diritto costituzionale, divenne segretario del PSOE. Dopo quattro anni come capo dell'opposizione al governo Aznar, Zapatero si candidò alla guida della Spagna contro Mariano Rajoy.
Alle elezioni generali del 2004 il PSOE, guidato da Zapatero, ottenne il 43% dei voti contro il 37% del PP di Rajoy. Il governo di Zapatero ottenne l'investitura il 16 aprile 2004. A favore, oltre al PSOE, votarono Izquierda Unida e altre formazioni regionali di stampo progressista. Contrari furono i membri del PP, mentre si astennero le altre formazioni regionali di tipo conservatore.
Il governo di Zapatero, rispetto al precedente, si distinse sia per la politica estera e sia per i rapporti con l'ETA. In politica estera la Spagna di Zapatero si avvicinò all'asse franco-tedesco, mentre tenne un rapporto più distanziato con gli angloamericani. Nei rapporti con l'ETA, Zapatero intraprese un processo di pace, però interrotto dopo l'attentato all'aeroporto Barraja nel 2006.
Il governo Zapatero fece approvare anche la riforma del codice civile con il quale estendeva la possibilità di contrarre matrimonio tra persone dello stesso sesso.
Alle elezioni generali del marzo 2008 il PSOE, con il 43% dei voti, riuscì ad ottenere la maggioranza semplice nel rinnovato congresso dei deputati. Il PP di Rajoy ottenne il 39% dei voti. Il secondo governo Zapatero ottenne l'investitura il 9 aprile 2008.
La crisi finanziaria del 2008 si manifestò in Spagna come crisi immobiliare. Da quell'anno la Spagna vide un forte incremento della disoccupazione, una forte inflazione, immobili invenduti, una decrescita del PIL. Nonostante le rassicurazioni del ministro dell'economia Pedro Solbes la Spagna entrò in recessione nel biennio 2009-2010. Nel 2010 il governo Zapatero fece approvare una riforma del lavoro con lo scopo di aumentare la flessibilità del mercato del lavoro.
In politica estera la Spagna contribuì con l'utilizzo di quattro cacciabombardieri F-18 e un Boeing 707 all'intervento franco-anglo-americano nella prima guerra civile libica del febbraio 2011.

## Governo di Mariano Rajoy

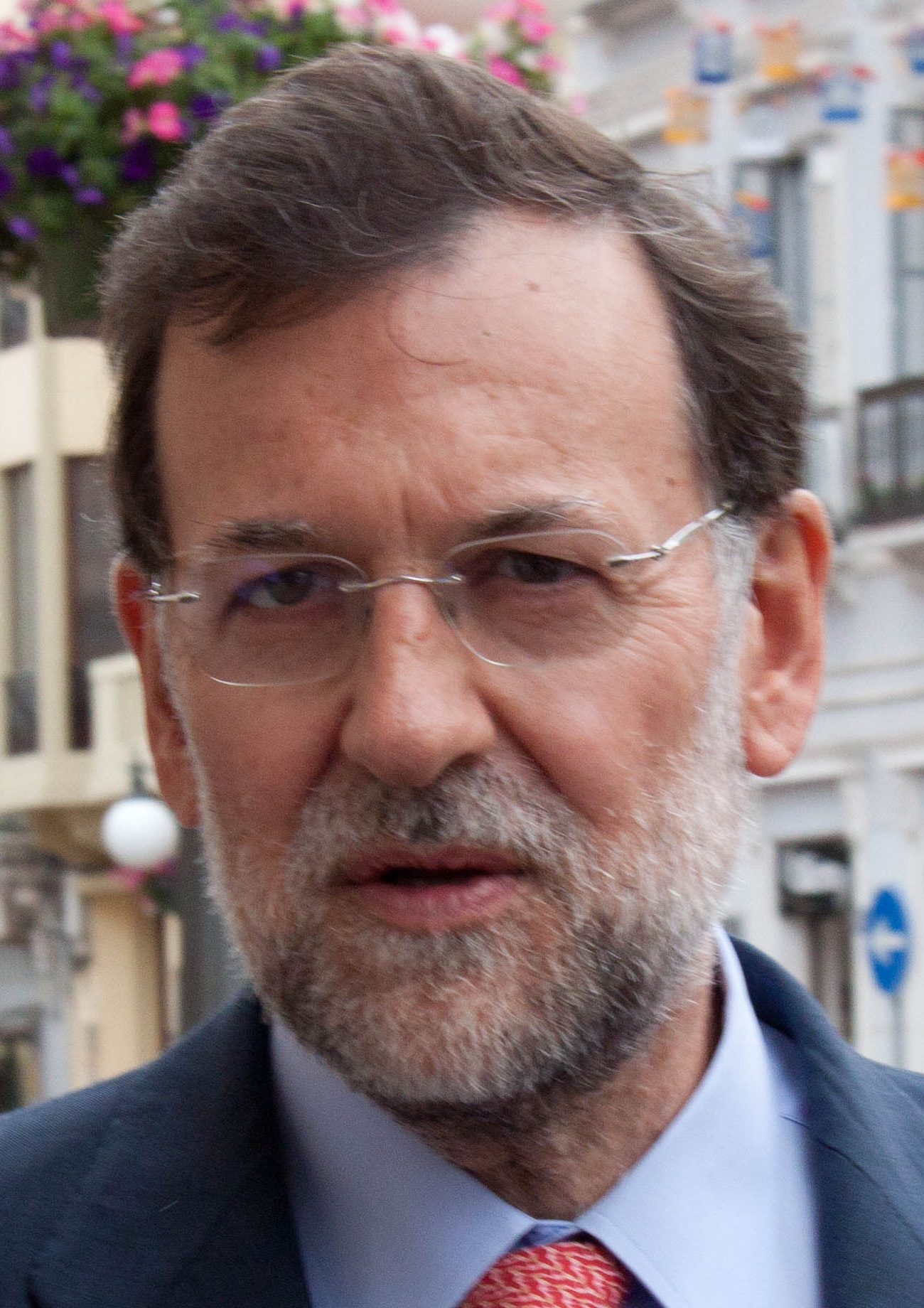
Mariano Rajoy

Mariano Rajoy, dopo essere stato ministro nel governo Aznar, divenne presidente del Partido Popular nel 2003. Nel 2004 e nel 2008, come candidato premier per il PP, fu sconfitto da Zapatero. Alle elezioni generali che si tennero il 20 novembre 2011 il PP di Rajoy, insieme ai partiti regionali di Navarra e Aragona, ottenne il 44% dei voti contro il 28% del PSOE, che candidava Alfredo Pérez Rubalcaba.
Il primo governo Rajoy ottenne l'investitura il 21 dicembre 2011. Il nuovo governo, all'inizio del 2012 fece approvare una serie di misure, tra cui l'aumento della tassazione, in modo da risanare il deficit dello stato. Nel febbraio 2012 il governo Rajoy fece approvare la riforma dello statuto dei lavoratori, in cui si aumentava la flessibilità del lavoro, e si facilitava il licenziamento.

### L'abdicazione di Juan Carlos
Il 2 giugno 2014 Mariano Rajoy annunciò la decisione di Juan Carlos di abdicare in favore del figlio Felipe. La scelta, poi, fu confermata dal re.
Il 18 giugno Juan Carlos firmò l'abdicazione.
L'indomani Felipe VI fu proclamato re di Spagna dinanzi alle Cortes.